# ادمات (السبرة)

تعديل مصدري - تعديل

ادمات هي إحدى قرى عزلة الأبروة بمديرية السبرة التابعة لمحافظة إب، بلغ تعداد سكانها 1467 نسمة حسب تعداد اليمن لعام 2004.